# Нове Село (Стрийський район)
Нове́ Село́ — село в Україні, у Стрийському районі Львівської області. Населення становить 420 осіб. Орган місцевого самоврядування — Гніздичівська селищна рада. Село розташоване на сході району, за 12 кілометрів від Жидачева. На території населеного пункту протікає річка Любешка — права притока Дністра.
Жителі села були учасниками національно-визвольних змагань 1918-20 рр., воювали на фронтах Другої світової війни, брали участь у збройній боротьбі проти радянських та німецьких окупантів.

## Географія
Село розташоване у східній частині району, з'єднане із Жидачевом автошляхом та дорогою місцевого значення. Фізична відстань до Жидачева — 12 км, до Києва — 460 км. Село має регулярне транспортне сполучення із містом Стрий та селищем Журавно, проте не має останнього із колишнім районним центром та обласним центрами.
У геологічному відношенні село розташоване у межах Передкарпатського передового прогину, найбільше поширення мають третинні відклади: піски, глини, гіпси, трапляються вапнякові мергелі; у долині річки Любешки поширені алювіальні відклади. Рельєф території рівнинний, місцевість частково заболочена, висотні позначки території коливаються у межах 250—300 м над рівнем моря. Село розташоване на берегах річки Любешка, яка перетинає його з південного заходу на північний схід.
Територія населеного пункту лежить у межах поширення лучних перезволожених ґрунтів, рослинність представлена заплавними луками поблизу річки та широколисто-сосновими лісами, де поширені сосна, дуб, граб і бук. Серед тварин зустрічаються польова миша, звичайна білозубка, кріт, їжак, водяна і ставкова нічниці, вуж звичайний, трав'яна, озерна і ставкова жаби, трапляються також заєць-русак, ласка, темний тхір і лисиця. У водах річки Любешка трапляються щука, верховодка і пічкур.
Сусідні населені пункти:

## Історія
Згадується 15 червня 1461 року в книгах галицького суду.

## Політика

### Парламентські вибори, 2019
На позачергових парламентських виборах 2019 року у селі функціонувала окрема виборча дільниця № 460387, розташована у приміщенні народного дому.
Результати
- зареєстровано 258 виборців, явка 62,02 %, найбільше голосів віддано за «Голос» — 21,25 %, за «Слугу народу» — 16,25 %, за Всеукраїнське об'єднання «Батьківщина» і «Європейську Солідарність» — по 15,00 %.[13] В одномандатному окрузі найбільше голосів отримав Андрій Кіт (самовисування) — 29,38 %, за Олега Канівця (Громадянська позиція) — 18,75 %, за Андрія Гергерта (Всеукраїнське об'єднання «Свобода») — 15,63 %[14].

## Населення
За даними перепису населення 2001 року у селі проживали 420 осіб. Всі жителі села (100 %) визнали рідною українську мову.

## Персоналії
- Зофія Рогошувна[pl] (1881—1921) — польська дитяча письменниця, перекладачка та поетеса.
- Юзефіна Рогош-Валевська[pl] (1884—1968) — польська актриса, поетеса і письменниця.
- Гулкевич Петро Володимирович (1984–2022) — український військовик, учасник російсько-української війни, солдат І механізованого відділення ІІ механізованого взводу військової частини А3719.